# Bataille d'Aïn Djalout
Invasions mongoles en Syrie
La bataille d'Aïn Djalout oppose le 3 septembre 1260 le sultanat mamelouk d'Égypte à l'ilkhanat de Perse dans la vallée de Jezreel, actuellement en Israël. 
L'empire mongol y subit une défaite historique, qui arrêta sa progression vers l'Ouest, entamée par les conquêtes de Gengis Khan à partir de 1203.

## Historique

### Contexte: invasion du Moyen-Orient par les Mongols
L'ombre des Mongols pèse sur la région après leur invasion de la Géorgie (1220) et au moment du traité de Jaffa (1229), mais la menace qu'ils représentent puis leur raids se transforment en présence écrasante après que le grand khan Möngke ordonne en 1253 à ses frères de conquérir le monde. L'ouest échoit à Houlagou Khan, et après avoir conquis l'Irak du califat abbasside en prenant Bagdad en 1258, et la Syrie (prise d'Alep en mars 1260, puis de Damas), il menace le Proche-Orient et l'Égypte. Mais la mort de Möngke fin 1259 perturbe le déroulement de la campagne mongole ; Houlagou se replie sur Tabriz, ne laissant en Syrie qu'une partie de l'armée sous le commandement du général Ketboğa.
Le Royaume de Jérusalem des Croisés existe encore sur la côte (comté de Tripoli, et une bande côtière de Jaffa à Sidon), mais il n'est pas moins hostile aux Mongols qu'aux Mamelouks. Le pape Alexandre IV avait interdit l'alliance avec les Mongols, qui viennent en outre de ravager les environs de Sidon en représailles à une opération de razzia de Julien de Sidon. La route directe entre l'Égypte et Damas est sous leur contrôle, mais ils laisseront passer les Mamelouks, dont le sultan Sayf ad-Dîn Qutuz a décidé d'attaquer les Mongols après avoir rejeté leurs offres de négociation (de soumission) et exécuté les ambassadeurs.

### Contre-offensive des Mamelouks d'Égypte
L'avant-garde égyptienne quitte Le Caire pour la Syrie le 26 juillet 1260. 
Les troupes de l'il-khan mongol avec à leur tête le gouverneur de la région, Ketboğa, vont à leur rencontre, avec quelques auxiliaires arméniens et géorgiens qui leur étaient inféodés, et sans attendre des renforts. L'affrontement a lieu en Palestine, quelques kilomètres à l'ouest d'Afoula dans la vallée de Jezréel, à Maayan Harod (“Source d'Hérode” ; Aïn Djalout en arabe, “Source de Goliath”), le 6 septembre 1260 (25 ramadan 658 AH).

## Déroulement de la bataille
Au premier assaut, les Mamelouks s'enfuient, attirant les Mongols vers le fond de la vallée dont les hauteurs sont occupées par des unités d'infanterie recrutées localement.
Lorsque Ketboğa se rend compte du traquenard, il stoppe la poursuite et fait manœuvrer le gros de ses troupes. Tandis que ses premiers rangs s'enfoncent dans l'avant-garde mamelouke, ses cavaliers légers opèrent un mouvement tournant vers les collines de Galilée afin d'attaquer l'aile gauche de son ennemi.
L'avant-garde mamelouke est décimée, mais le gros des forces parvient à décrocher. Durant une grande partie de la matinée, la bataille est confuse, le sultan tente de reformer son aile gauche en y transférant des hommes de l'aile droite et en lançant des assauts violents.
Galvanisés par les appels du sultan qui monte en première ligne avec sa garde personnelle, les Mamelouks réussissent à tenir devant l'armée mongole et la mettent en échec.
Ketboğa tente de rétablir la situation qui tourne à son désavantage, mais en vain ; il est contraint de reculer jusqu'au village de Boisin près du Jourdain. Les Mamelouks donnent un dernier assaut, qui oblige les Mongols et leurs alliés à s'enfuir. En ce qui concerne Ketboğa, on ignore s'il est tué durant ce dernier combat ou s'il est fait prisonnier puis exécuté.

## Bilan
Cette première grande défaite des Mongols marque la fin de leur avance vers l'ouest. Par la suite, d'autres tentatives mongoles pour s'emparer de la Syrie échoueront, définitivement après la bataille de Marj as-Suffar opposant de nouveau les Mongols aux Mamelouks en 1303.
Cette victoire augmente grandement le pouvoir des Mamelouks, lesquels conserveront le contrôle de la Palestine et de la Syrie jusqu'à la conquête ottomane en 1516.